# 라그나르의 송가
〈라그나르의 송가〉(고대 노르드어: Ragnarsdrápa 라그나르스드라파)는 《신 에다》에 실려 있는 스칼드 시이다. 스칸디나비아의 영웅 라그나르 로드브로크에게 바치는 송가라고 한다. 9세기의 스칼드 시인 브라기 보다손이 스웨덴의 왕 뵤른 2세를 지었다고 한다. 브라기는 라그나르가 뵤른에게 준 장식된 방패에 그려진 그림을 묘사하는데, 이 그림에는 다음과 같은 것들이 그려져 있다고 한다.
- 함디르와 소를리의 요르문렉크 공격
- 헤딘과 호그니의 끝이 없는 싸움(햐드닝가비그)
- 토르의 요르문간드 낚시
- 게피온이 스웨덴 땅에서 셸란섬을 떼어온 이야기

## 같이 보기
- 에크프라시스